# Allochrysolina
Allochrysolina — підрід роду трав'яних листоедів з підродини Chrysomelinae всередині родини листоїдів. Види даного підроду зустрічаються в Європі і Північній Африці.